# Desastre de Wahine

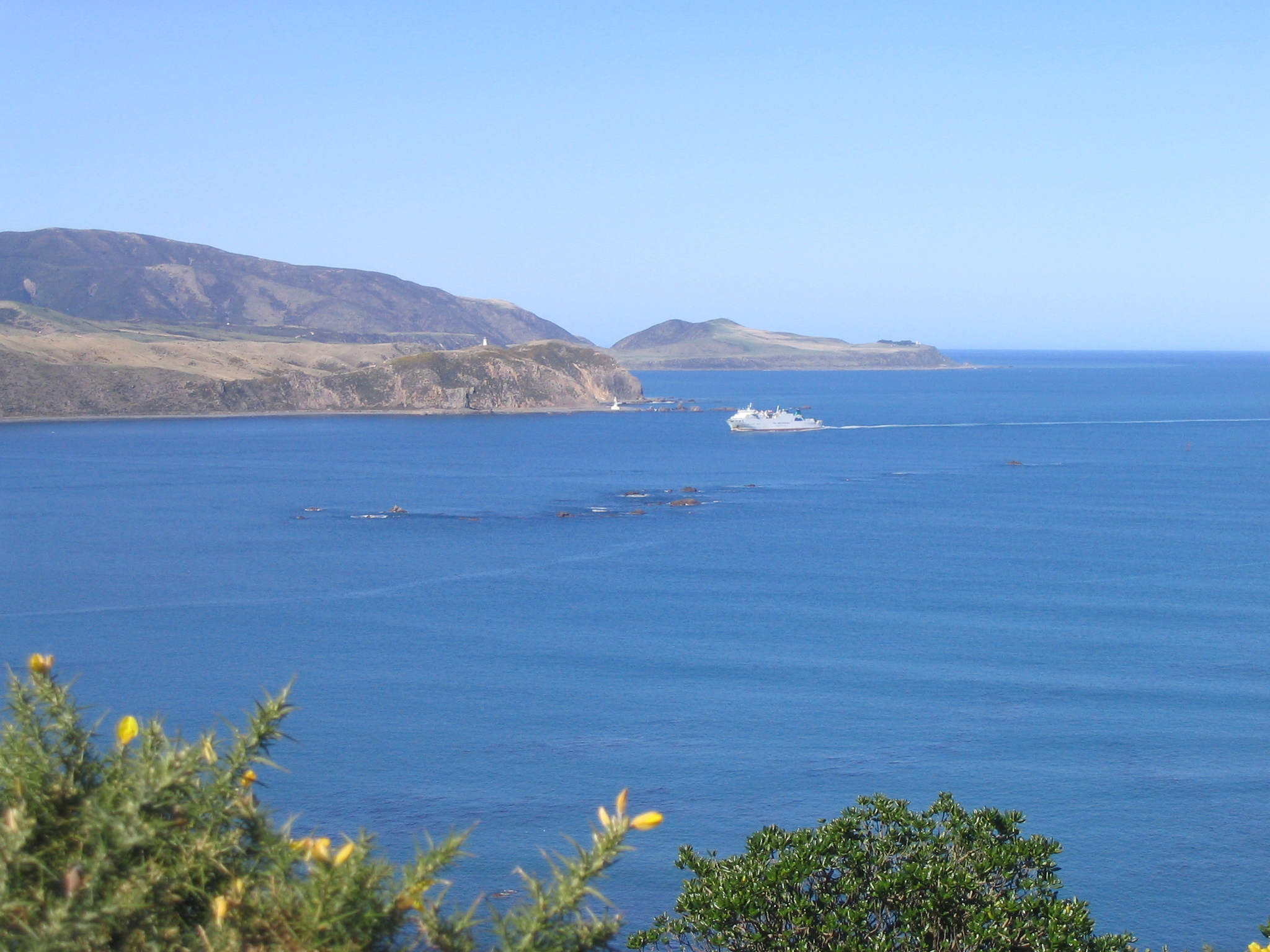
A entrada do porto de Wellington, Nova Zelândia, num dia de mar calmo

O desastre de Wahine é o mais conhecido desastre marítimo da história da Nova Zelândia. Ocorreu em 10 de Abril de 1968 quando a balsa TEV Wahine, que fazia a travessia do estreito de Cook virou com 610 passageiros e 123 tripulantes na entrada do porto de Wellington. A balsa foi virada por ventos muito intensos (275 km/h) resultantes da passagem de um massivo ciclone extratropical pela Nova Zelândia, que gerou ondas gigantes. O incidente causou 53 mortes. Apesar de haver outros acidentes marítimos com mais fatalidades na história da Nova Zelândia, este é o mais conhecido na região pelo fa(c)to de a mídia ter coberto todo o evento desde o seu início.